# Classe Polyus
Le unità appartenenti alla classe Polyus (progetto 1537.1 secondo la classificazione russa) erano navi da ricerca oceanografica utilizzate dalla marina sovietica a partire dal 1962. La loro classificazione era EHOS.

## Sviluppo e servizio
Le Polyus furono costruite presso i cantieri Neptun di Rostock, nell'allora Germania Est. Dal punto di vista tecnico, erano basate sul progetto delle classe Andizhan. Dotate di ben 17 laboratori, erano fornite di un'autonomia di navigazione di 75 giorni.
Complessivamente ne vennero costruite tre unità, entrate in servizio tra il 1962 ed il 1964.
- Polyus (1962)
- Balkhash (1964)
- Baykal (1964)

Sono state tutte radiate e demolite tra il 1993 ed il 1994.